# حداثة بوذية

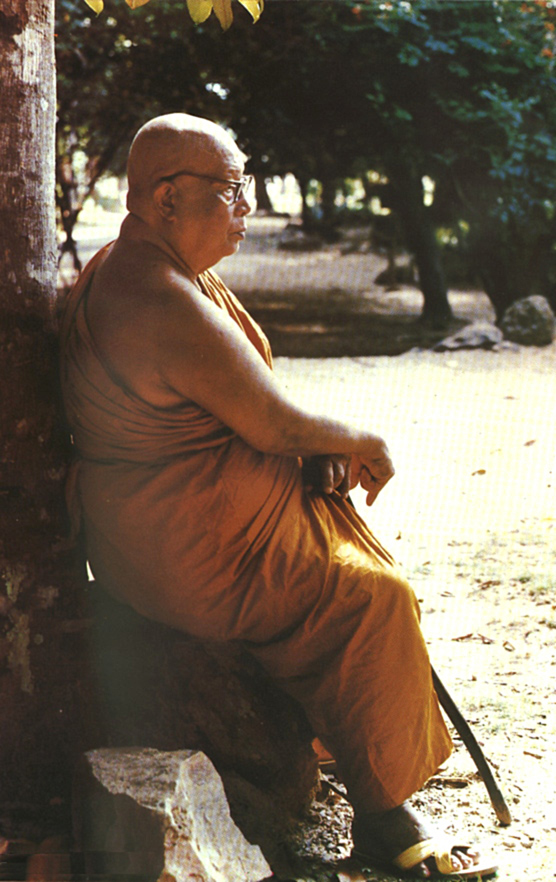

تُطلق تسمية الحداثة البوذية (ويُشار إليها أحيانًا باسم البوذية المعاصرة، أو البوذية الحداثية، أو البوذية الجديدة) على حركات معاصرة تستند إلى تفسيرات جديدة للبوذية في الحقبة الحالية. يذكر ديفيد مكماهان أن حركات الحداثة البوذية مشابهة لتلك الموجودة في غيرها من الديانات. تُنسب مصادر التأثير في الحداثة البوذية بشكل متنوع إلى التقاء المجتمعات البوذية ومعلّميها بالثقافات والمناهج الجديدة مثل «التوحيد الغربي، والعقلانية، والطبيعانية، والتعبيرية الرومانتيكية». يُلمس أثر التوحيد من خلال استيعاب الآلهة البوذية لجعلها مقبولة في الغرب المعاصر، في حين أنه تمثلت تأثيرات الطبيعانية العلمية والرومانتيكية في إعلاء شأن الحياة الحالية، والتفسيرات التجريبية، والمنطق، والمنافع النفسية والصحية.
تختلف حركات البوذية الجديدة في عقائدها وممارساتها عن مدارس البوذية التقليدية التاريخية السائدة مثل تيرافادا، وماهايانا، وفاجرايانا. بوصفها استحداثًا مشتركًا بين المستشرقين الغربيين والبوذيين الآسيويين من ذوي الاتجاهات الإصلاحية، تعتبر الحداثة البوذية إعادة صياغة للمفاهيم البوذية التي نحّت أهمية العقائد والكوسمولوجيا البوذية، ورهبانيتها، وطقوسها، وهرميتها الدينية، وعبادة أيقوناتها. شاع المصطلح في دراسات الأديان الآسيوية في العهد الكولونيالي وما بعد الكولونيالي، ويمكن تتبعها في مصادر مثل مقال من العام 1910 للويس دي لا فالي بوسان.
تضم الأمثلة على حركات وتقاليد الحداثة البوذية: البوذية الإنسانوية، والبوذية العلمانية، والبوذية المشاركة، ونافايانا، والمنظمات العلمانية اليابانية التابعة لمذهب نيتشيرين البوذي مثل رابطة شباب إحياء البوذية لـسوكا غاكاي، وغيرو سينوو، وحركة دوبوكاي وفروعها مثل البوذية الواحدية، ومدرسة كادامبا الجديدة، والنشاط التبشيري لأساتذة البوذية التبتية في الغرب (المتصدّرة للحركة البوذية المتزايدة باضطراد في فرنسا)، وحركة فيباسانا، ومجتمع تريرانتا البوذي، ومؤسسة جبل دهارما دروم، ومنظمة فو غوانغ شان، وبوذية وون، والمركبة العظيمة الغربية، ومنظمة تسو تشي، ومؤسسة جونيبير.

## نبذة
ظهرت الحداثة البوذية في الحقبة الكولونيالية في أواخر القرن التاسع عشر وبداية القرن العشرين، بمثابة إبتداع مشترك بين المستشرقين الغربيين والإصلاحيين البوذيين. استقت الحداثة البوذية عناصر من الفلسفة الغربية، واستبصارات نفسية إضافة إلى موضوعات متعاظمة الأهمية لعلمانيتها وملاءمتها. قللت الحداثة البوذية من شأن العناصر التالية أو حتى أنكرتها بشكل تام: العناصر الطقوسية، والكوسمولوجيا، والآلهة، والأيقونات، والميلاد من جديد، والكارما، والرهبانية، والتراتبية الدينية، وغيرها من المفاهيم البوذية. بدلًا مما تَقدم، أعلت البوذية المحدّثة من شأن البحث الخارجي، والرضا بالحياة الحالية، وموضوعات مثل الترابط الكوني. يزعم بعض أنصار الحداثة البوذية أن تفسيراتهم المعاصرة ما هي سوى تعلميات بوذا الأصلية، ويذكرون أن العقائد الجوهرية والممارسات التقليدية الموجودة في مدارس تيرافادا، وماهايانا، وفاجرايانا البوذية زيادات دخيلة أُقحمت واستُحدثت بعد وفاة بوذا. بحسب ما يذكره ماكماهان فإن البوذية بصيغتها الحالية في الغرب متأثرة تأثرًا شديدًا بالحداثة البوذية تلك.
تتلخص التقاليد الحداثية البوذية في كونها إحياء وإعادة صياغة للبوذية تتمحور على العقلانية، والتأمل، والانسجام مع العلوم المعاصرة بخصوص الجسد والعقل. وهكذا وفقًا للطروحات الحداثية فإن ممارسات مدارس تيرافادا، وماهايانا، وفاجرايانا البوذية تُخضع للعلمنة، بمعنى أنها تقدم بطريقة تتجاوز تكوينها التاريخي. بدلًا من ذلك، عادة ما يوظف البوذيون الحداثيون وصفًا ماهَويًا لمسلكهم، حيث تُعاد صياغة العقائد الأساسية بمصطلحات عالمية، وتختلف الممارسات الحداثية بشكل كبير عن تقاليد المجتمعات البوذية الآسيوية المغرِقة في القِدم.

### تاريخ
يعود تاريخ أولى التقارير الغربية عن البوذية إلى ما نقله الرحالة والمبشرون المسيحيون الغربيون في القرن التاسع عشر، والذين كما قال كولمان، قدّموها بوصفها «ديانة وثنية أخرى ذات آلهة غريبة وطقوس عجيبة»، وانصرف اهتمامهم إلى دحض تلك الديانة بدلًا من فهمها. بحلول منتصف القرن التاسع عشر، قدّم الباحثون الغربيون صورة جديدة عن البوذية، ومع ذلك ضمن إطار مفهومي مقبول في الغرب. وصفوا البوذية على أنها «ديانة متنكّرة للحياة» وترفض جميع العقائد المسيحية مثل «الرب، الإنسان، الحياة، والأبدية»؛ كانت ديانةً آسيوية عجيبة تعلّم النيرفانا، والتي شُرحت آنذاك بوصفها «إفناءً للفرد». في العام 1879، قدّم كتاب إدوين آرنولد نور آسيا وصفًا متفهّمًا للبوذية ذكر فيه حياة بوذا، وشدد على أوجه التشابه بين بوذا والسيد المسيح.
أثارت التطورات السياسية الاجتماعية في أوروبا، وصعود النظريات العلمية لعلماء مثل تشارلز داروين في نهاية القرن التاسع عشر وبداية القرن العشرين أثارت الاهتمام بالبوذية وغيرها من الديانات الشرقية، ولكنها دُرست في الغرب وعلى أيدي أولئك الذين تعلّموا في النظام التربوي الغربي من خلال المسلّمات الثقافية السائدة والحداثة. في العام 1966 نشر هاينتس بيشيرت أول دراسة شاملة للحداثة البوذية باعتبارها ظاهرة فريدة ضمن إطار مدرسة تيرافادا البوذية. اعتبر بيشيرت الحداثة البوذية «حركة إحياء بوذية معاصرة» في مجتمعات ما بعد الحقبة الكولونيالية في سريلانكا مثلًا. حدد بيشيرت عدة سمات للحداثة البوذية: تفسيرات جديدة للتعاليم البوذية المبكرة، ونزع الأسطرة عن البوذية وإعادة تفسيرها باعتبارها «ديانة علمية»، والفلسفة الاجتماعية أو «فلسفة التفاؤل»، والتركيز على المساواة والديمقراطية، و«النشاط» والفعالية الاجتماعية، ودعم القومية البوذية، وإحياء ممارسات التأمل.

## اليابان: البوذية الجديدة
تظهر مصطلحات البوذية الجديدة والحداثة في سياق البوذية اليابانية والتفاعلات الغربية في منشورات أواخر القرن التاسع عشر وبداية القرن العشرين. على سبيل المثال، استخدم آندريه بيليسورت المصطلح في العام 1901، في حين استخدمه لويس دي لا فالي بوسان في مقال له في العام 1910. وفقًا لما ذكره جيمس كولمان، فإن أول مَن قدّم البوذية الحداثية للجمهور الغربي هما أناغاريكا دهارمابالا وسوين شاكو في العام 1893 في مؤتمر أديان العالم. كان تلميذ شاكو، دي تي سوزوكي، كاتبًا غزير الإنتاج، وضليعًا في اللغة الإنجليزية وقدم بوذية زن للعالم الغربي.

### «البوذية الجديدة» والقومية اليابانية
جادل بعض العلماء، مثل مارتين فيرهوفن، وروبرت شارف، وراهب الزن الياباني جي فيكتور سوغين هوري، أن نسخة عقيدة الزن اليابانية التي روّج لها منظّرو البوذية الجديدة، من أمثال إيماكينا كوسين وسوين شاكو، لم تكن معتادة في الزن الياباني في زمنهم، وليست معتادة في الزن الياباني الآن. رغم أنها خضعت للتغييرات الكبرى بعد حقبة استعراش مييجي، فما زالت عقيدة الزن اليابانية مزدهرة كتقليد رهباني. تطلّب تقليد الزن في اليابان، بغض النظر عن نسختها البوذية الجديدة، زمنًا طويلًا والتزامًا عميقًا من الرهبان لم يكن في وسع رجل الشارع الإيفاء بهما. عادة ما توجب على رهبان الزن قضاء سنوات طويلة في دراسة مكثفة للعقيدة، يحفظون السوترا ويتفكّرون في الشروحات، قبل أن يُسمح لهم حتى بدخول الدير للخضوع لتمارين كوان في أساليب سانزن وروشي. ومجرد حقيقة أن سوزوكي نفسه استطاع كرجل عامي أن يقوم بذلك تُعتبر ثمرة من ثمار البوذية الجديدة. مع بداية حقبة مييجي في العام 1868، عندما التحقت اليابان بالمجتمع الدولي ودخلت في طور التصنيع والمعاصَرة بوتيرة مذهلة، تعرضت البوذية للقمع في اليابان لفترة وجيزة بدعوى أنها «عقيدة فاسدة، ومنحلة، ومناوئة للمجتمع، وطفيلية، وخرافية، ومعيقة لحاجة اليابان للتطور العلمي والتقني». كرست الحكومة اليابانية نفسها لاقتلاع البوذية، التي عدّتها أجنبية وغير قادرة على توطيد المشاعر اللازمة للُحمة الوطنية والأيديولوجية. إضافة إلى ما سبق، فقد ألقى التصنيع بظلاله الداكنة على المؤسسة الدينية البوذية، وهو ما أدى إلى انهيار نظام الأبرشية الذي موّل الأديرة على مدار قرون. ردًا على حالة الاضطراب التي بدت مستعصية، رفع مجموعة من قادة البوذية المعاصرين أصواتهم بالدعوة إلى القضية البوذية. مالأ هؤلاء القادة الحكومة اليابانية في اضطهادها للبوذية قائلين أن المؤسسات البوذية كانت فعلًا فاسدة وبحاجة إلى الإنعاش.